# Planudes
Planudes is een geslacht van Phasmatodea uit de familie Pseudophasmatidae. De wetenschappelijke naam van dit geslacht is voor het eerst geldig gepubliceerd in 1875 door Carl Stål.

## Soorten
Het geslacht Planudes omvat de volgende soorten:
- Planudes brunni Redtenbacher, 1906
- Planudes cortex Hebard, 1919
- Planudes crenulipes Rehn, 1904
- Planudes funestus Redtenbacher, 1906
- Planudes melzeri Piza, 1937
- Planudes molorchus (Westwood, 1859)
- Planudes paxillus (Westwood, 1859)
- Planudes perillus Stål, 1875
- Planudes pygmaeus (Redtenbacher, 1906)
- Planudes taeniatus Piza, 1944